# Aeropuerto de Garissa
El Aeropuerto de Garissa es un aeropuerto de Kenia, situado en la localidad de Garissa.

## Ubicación
El Aeropuerto de Garissa (IATA: GAS, ICAO: HKGA) se localiza en Garissa, capital del condado del mismo nombre, cerca de la frontera internacional con Somalia.
Se ubica a aproximadamente 315 kilómetros, por avión, al norte del Aeropuerto Internacional de Nairobi, el aeropuerto civil más grande del país. Las coordenadas geográficas de este aeropuerto son: 0°28′7.0″ N, 39°38′58.0″ E (Latitud:-0.468610; Longitud:39.649445).

## Descripción
El Aeropuerto de Garissa es un aeropuerto civil pequeño, da servicio a Garissa y a las comunidades circundantes. Situado a 145 metros sobre el nivel del mar, el aeropuerto tiene una sola pista de asfalto 17-35 que mide 1200 m de largo.

## Líneas aéreas y destinos
Actualmente no hay ninguna línea aérea con servicio planificado a Garissa.